# Earl of Rosse

Wappen der Earls of Rosse (zweiter Verleihung)

Earl of Rosse ist ein britischer erblicher Adelstitel, der zweimal in der Peerage of Ireland geschaffen wurde.
Familiensitz der Earls ist Birr Castle in der Stadt Birr, County Offaly in Irland.

## Verleihungen
Der Titel wurde erstmals am 16. Juni 1718 an Richard Parsons, 2. Viscount Rosse, einen bekannten Freimaurer seiner Zeit verliehen. Dieser hatte bereits 1703 die fortan nachgeordneten Titel 2. Viscount Rosse, 2. Baron Oxmantown und 4. Baronet, of Bellamont in the County of Dublin, geerbt. Die Viscountcy und die Baronie waren am 2. Juli 1681 in der Peerage of Ireland seinem Vater, die Baronetcy am 10. November 1620 in der Baronetage of Ireland seinem Urgroßvater verliehen worden. Alle vier Titel erloschen beim Tod des 2. Earls am 27. August 1764.
Die zweite Verleihung erfolgte am 3. Februar 1806 an Laurence Harman Parsons, 1. Viscount Oxmantown. Dieser saß seit 1800 als Representative Peer im House of Lords, nachdem er zuvor lange Zeit Mitglied des Irish House of Commons gewesen war. Er war in der Peerage of Ireland bereits am 25. September 1792 zum Baron Oxmantown, of Oxmantown in the County of Wexford, und am 8. Oktober 1795 zum Viscount Oxmantown, of Oxmantown in the County of Wexford, erhoben worden. Angesichts dessen, dass der erste Earl keinen Sohn hatte, wurden die Baronie und das Earldom, nicht aber die Viscountcy, jeweils mit einem besonderen Vermerk verliehen, dass sie in Ermangelung von Söhnen auch auf seinen Neffen Sir Laurence Parsons, 5. Baronet, und dessen Abkömmlinge in männlicher Linie vererbbar seien. Dieser erbte entsprechend beim Tod des 1. Earls am 20. April 1807 den Earls- und Baronstitel, während der Viscounttitel erlosch. Dieser nunmehr 2. Earl hatte bereits 1791 von seinem Vater den fortan nachgeordneten Titel Baronet, of Birr Castle in the King’s County, geerbt, der am 15. Dezember 1677 in der Baronetage of Ireland seinem Urururgroßvater verliehen worden war. Der jeweilige Titelerbe (Heir apparent) führt den Höflichkeitstitel Lord Oxmantown.

## Liste der Titelinhaber

### Parsons Baronets, of Bellamont (1620)
- Sir William Parsons, 1. Baronet († 1650)
- Sir William Parsons, 2. Baronet († 1658)
- Sir Richard Parson, 3. Baronet (um 1657–1703) (1681 zum Viscount Rosse erhoben)

### Viscounts Rosse (1681)
- Richard Parsons, 1. Viscount Rosse (um 1657–1703)
- Richard Parsons, 2. Viscount Rosse († 1741) (1718 zum Earl of Rosse erhoben)

### Earls of Rosse, erste Verleihung (1718)
- Richard Parsons, 1. Earl of Rosse († 1741)
- Richard Parsons, 2. Earl of Rosse (um 1716–1764)

### Parsons Baronets, of Birr Castle (1677)
- Sir Laurence Parsons, 1. Baronet (um 1637–1698)
- Sir William Parsons, 2. Baronet († 1741)
- Sir Laurence Parsons, 3. Baronet (1707–1756)
- Sir William Parsons, 4. Baronet (1731–1791)
- Sir Laurence Parsons, 5. Baronet (1758–1841) (folgte 1807 als 2. Earl of Rosse nach)

### Earls of Rosse, zweite Verleihung (1806)
- Laurence Harman Parsons, 1. Earl of Rosse (1749–1807)
- Laurence Parsons, 2. Earl of Rosse (1758–1841)
- William Parsons, 3. Earl of Rosse (1800–1867)
- Lawrence Parsons, 4. Earl of Rosse (1840–1908)
- William Parsons, 5. Earl of Rosse (1873–1918)
- Lawrence Parsons, 6. Earl of Rosse (1906–1979)
- William Parsons, 7. Earl of Rosse (* 1936)

Titelerbe ist der Sohn des jetzigen Earls, Lawrence Patrick Parsons, Lord Oxmantown (* 1969).